# 온타케산역
온타케산역(일본어: 御嶽山駅、おんたけさんえき)은 일본 도쿄도 오타구에 있는 도쿄 급행 전철의 역이다. 역 번호는 IK10이다.
역명은 인근의 미타케 신사를 모시고 있는 온타케산에서 유래하였다.

## 역 구조
상대식 승강장 2면 2선의 지상역이다(일부는 고가). 개찰구는 상하행선 승강장에 따로 설치되어 있으므로 개찰 내 승강장 사이로의 이동은 불가능하다. 가마타 방향의 선로 바로 밑으로 도카이도 신칸센, 요코스카 선・쇼난 신주쿠 라인(힌카쿠 선, 정식으로는 도카이도 본선 지선)이 달리고 있다. 아래의 선로는 직선으로 이어진다. 서비스 매니저 도입역으로 인해 가마타역에서 원격 감시하고 있다.

### 타는 곳
| 번호 | 노선        | 방향 | 행선                                    |
| ---- | ----------- | ---- | --------------------------------------- |
| 1    | 이케가미 선 | 하행 | 이케가미・가마타 방면                   |
| 2    | 이케가미 선 | 상행 | 유키가야오쓰카・하타노다이・고탄다 방면 |

## 역 주변
- 도쿄 도립 덴엔초후 고등학교
- 도쿄 도립 유키가야 고등학교
- 미타케 신사 - 나가노현과 기후현의 온타케 산에 있는 미타케 신사는 지사이다. 과거에는 온타케산 신앙인으로 산에 못 가는 사람이 참배에 왔었기 때문에 역 주변은 역참 마을로서 번창했다.
- 오타 구립 히가시조후 공원
- 미타케 유치원
- 오타 히가시미네마치 우체국
- 오제키 온타케산점
- 이온 스타일 온타케산에키마에
- 도큐 다마가와 선 누마베 역 - 약 1km

## 역사
- 1923년 5월 4일: 이케가미 전기철도 온타케산마에역으로 영업 개시.
- 1929년 6월 1일: 온타케산역으로 역명 변경.

## 사진

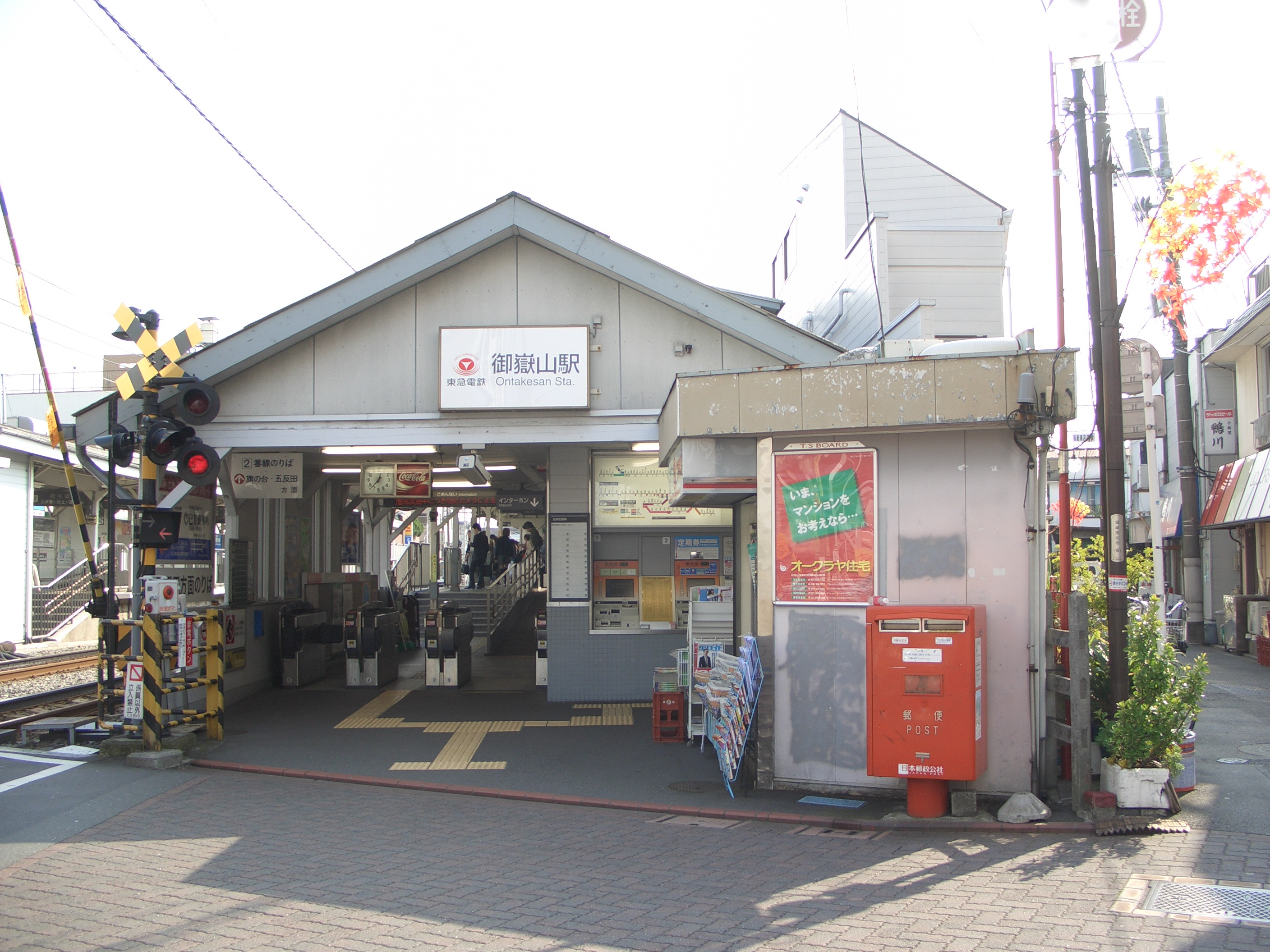
고탄다 방면 출입구
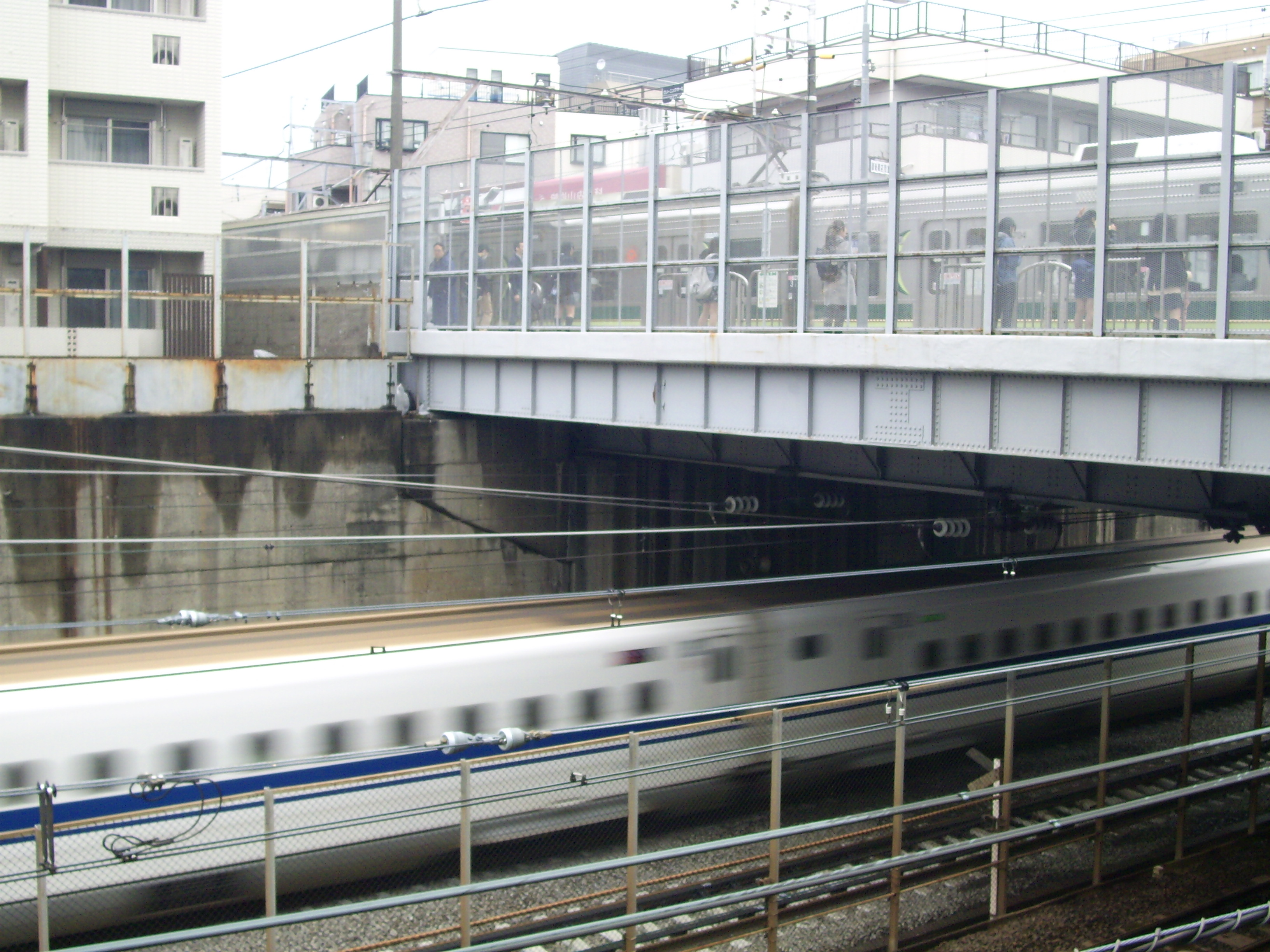
플랫폼과 도큐 차량의 직하를 통과하는 신칸센
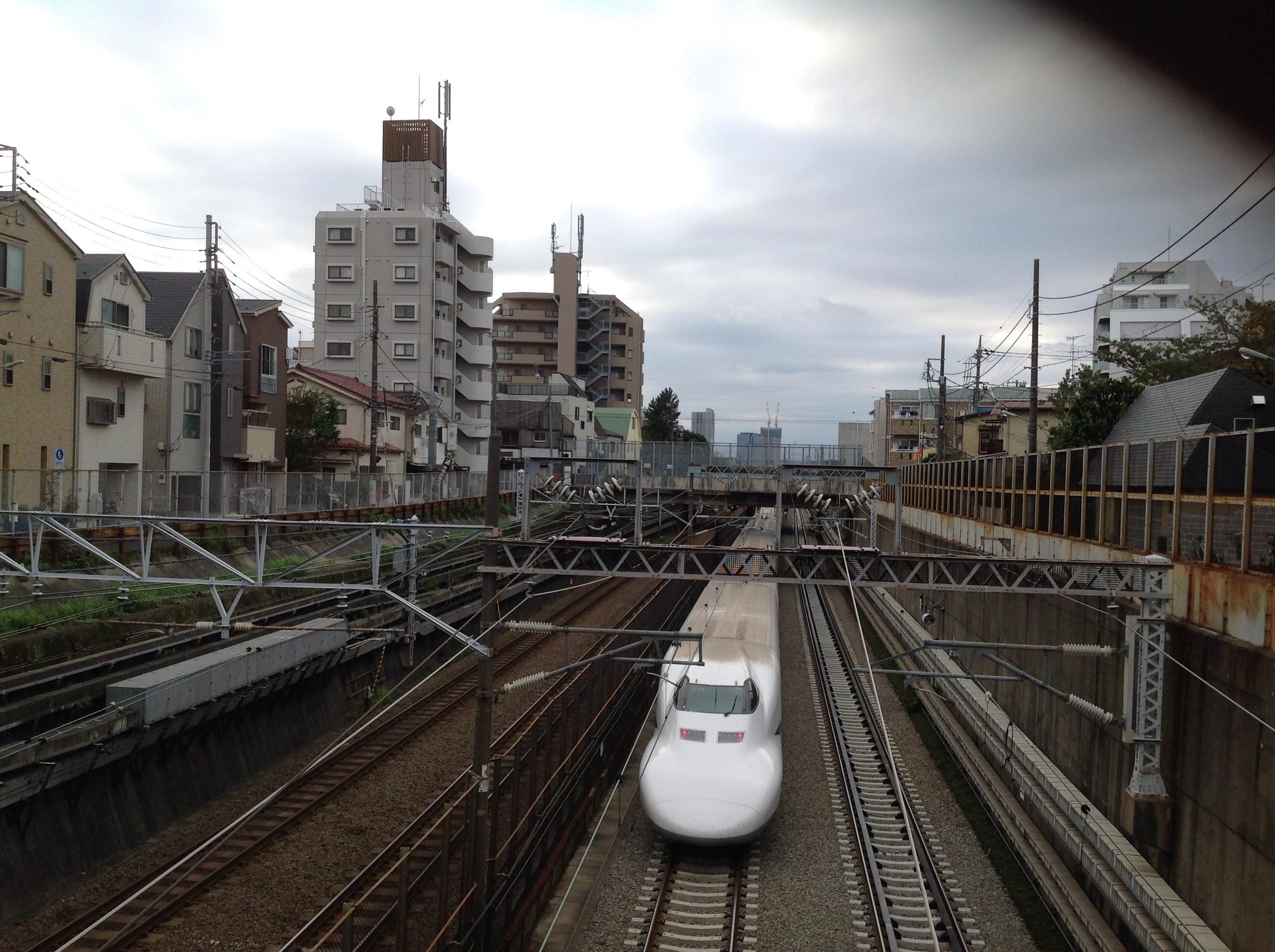
역 밑을 통과하는 신칸센 700계 열차

## 인접역
| 도쿄 급행 전철 이케가미 선       | 도쿄 급행 전철 이케가미 선 | 도쿄 급행 전철 이케가미 선 |
| -------------------------------- | -------------------------- | -------------------------- |
| IK 09 유키가야오쓰카 고탄다 방면 |                            | 구가하라 IK 11 가마타 방면 |